# Autochloris suffumata
Autochloris suffumata là một loài bướm đêm thuộc phân họ Arctiinae, họ Erebidae.